# 多庫茲帕拉區

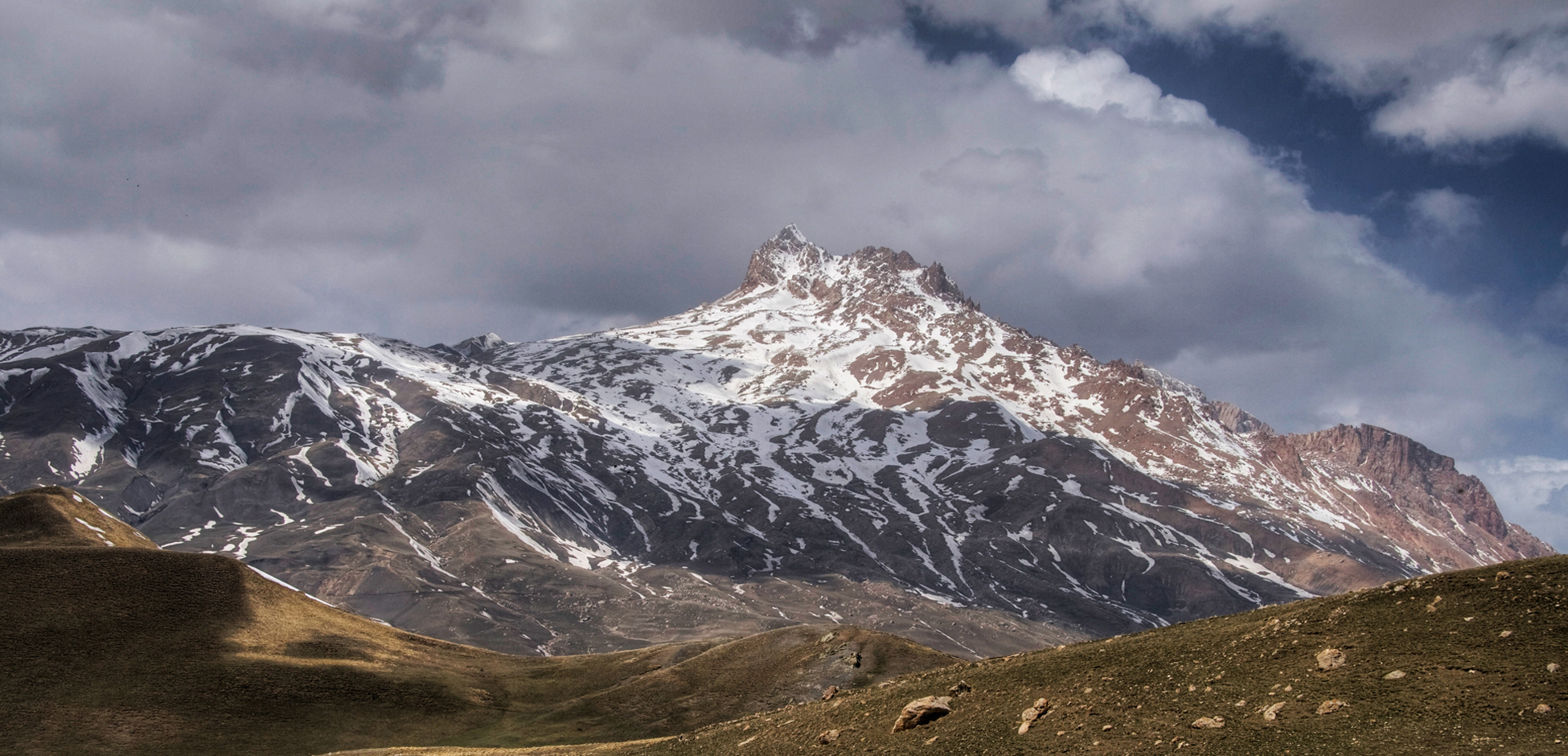

41°25′N 47°55′E / 41.417°N 47.917°E
多庫茲帕拉區（俄语：Докузпаринский район），是俄羅斯的一個區，位於該國西南部，由達吉斯坦共和國負責管轄，面積452.1平方公里，2010年人口15,357，人口密度每平方公里33.97人。